# Śledź w oleju
Śledź w oleju (oliwie) – danie rybne na bazie śledzi marynowanych w oleju lub oliwie. Jeden z najpopularniejszych przetworów ze śledzi.

## Charakterystyka
Śledź w oleju wymieniany jest wśród najbardziej popularnych polskich dań wigilijnych, zwłaszcza na Lubelszczyźnie (z dodatkiem cebuli). Znany jest też w kuchni niemieckiej. Produkowany jest nie tylko metodą domową, ale również przemysłowo, w konserwach. Zawartość tłuszczu w potrawie wynosi przeciętnie 29,4 g w 100 g, a zawartość wielonienasyconych kwasów tłuszczowych to 7,49 g w 100 g.

## Przygotowanie
Danie przyrządza się poprzez umycie i namoczenie śledzi lub filetów w wodzie lub wodzie z mlekiem przez kilka godzin. Następnie zdejmuje się skórę, jeśli nie była wcześniej zdjęta, skrapia mięso sokiem z cytryny i olejem (oliwą), dodaje obraną i pokrojoną cebulę lub jabłko, soli (czasem dodaje się nieco cukru) i podaje po pewnym czasie. Do dekoracji służyć mogą liście sałaty lub jarmużu, pomidory, plasterki cytryny i inne. Jako alkohol do śledzi w oleju podaje się wódkę lub niektóre wina typu riesling.